# 레인 브라운

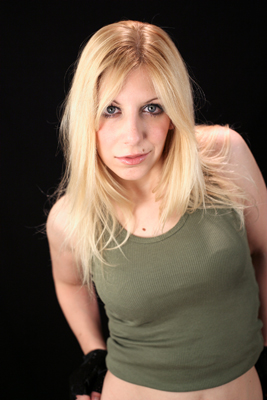

레인 브라운(Raine Brown, 1950년 1월 1일 ~ )은 미국의 배우, 텔레비전 배우, 영화배우이다.
뉴저지주에서 태어났다.

## 영화
- 더 시크니스 (2017년)
- 더 리유니언 (2011년)
- 뇌세포 (2010년)
- 100 티어스 (2007년)
- 플라스터헤드 (2006년) - 오드라 역
- 호러 (2002년)